# Ижа

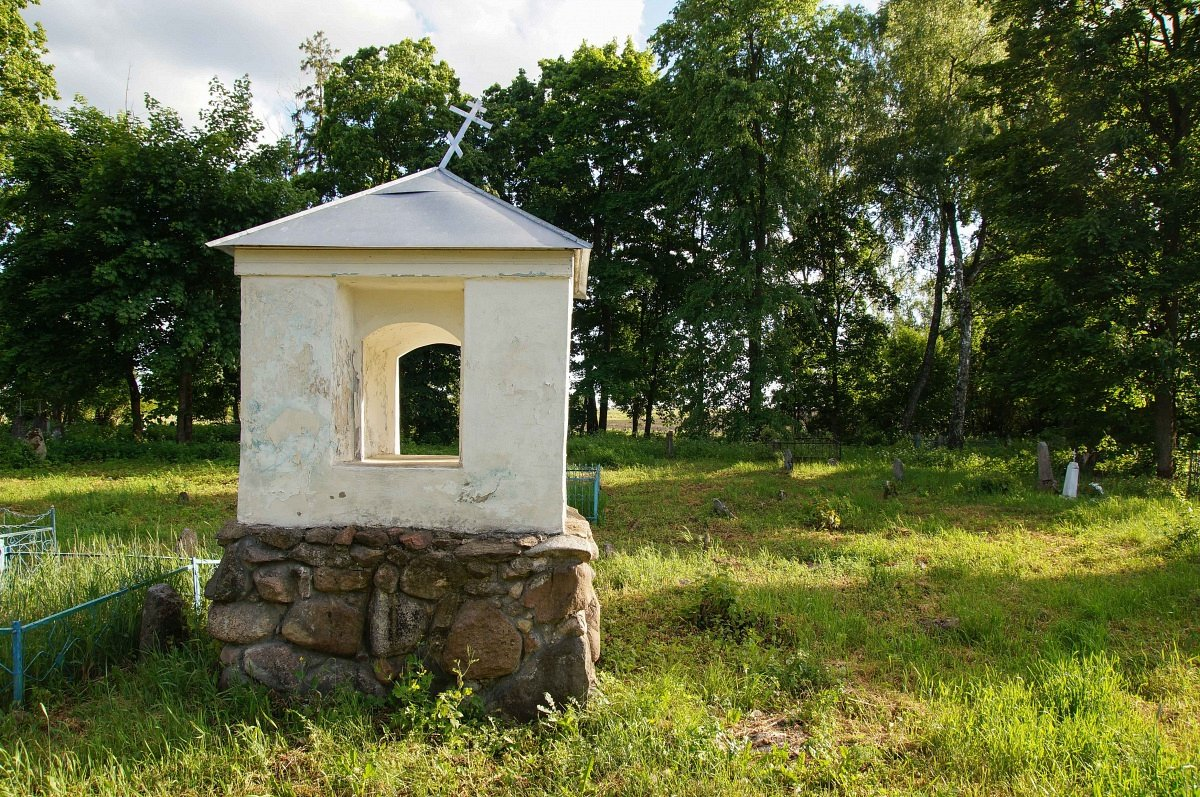
Кладбищенская часовня

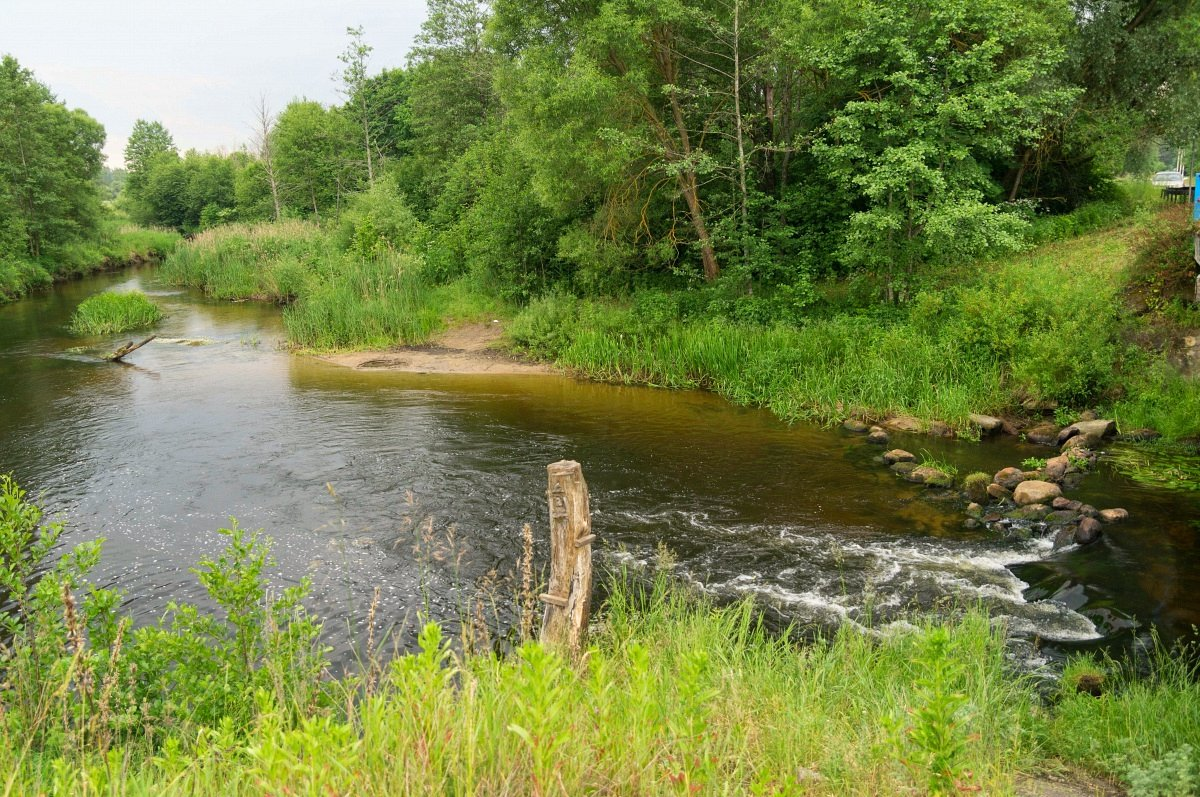
Река Нарочь и фрагменты мельницы

И́жа (бел. Іжа) — агрогородок в Вилейском районе Минской области Белоруссии. Административный центр Ижского сельсовета. Население — 396 человек (2009).

## География
Агрогородок находится в 20 км к северо-западу от райцентра, города Вилейка неподалёку от границы с Гродненской областью. Село стоит на правом берегу реки Нарочь, напротив впадения в неё Узлянки. Через Ижу проходит автодорога Любань — Лыцевичи, ближайшая ж/д станция в Вилейке.

## История
Известна с XVII века как Кищанка или Ижа Кищанская, соседняя деревня Королевцы именовалась Ижей Королевской.
С 1793 года после второго раздела Речи Посполитой Ижа, как и вся Вилейщина, входила в состав Российской империи, был образован Вилейский уезд в составе сначала Минской губернии, а с 1843 года — Виленской губернии, в 1866 году деревня насчитывала 262 жителя.
После подписания Рижского мирного договора (1921) Ижа оказалась в составе межвоенной Польши, где стала центром гмины Вилейского повета Новогрудского воеводства, а с 1926 года — Виленского воеводства. В 1921 году здесь было 513 жителей. В 1929 году построена деревянная православная церковь св. Иосифа. В 1931 году здесь было 579 жителей
С 1939 года — в составе БССР. В годы Великой Отечественной войны посёлок находился под немецкой оккупацией с июня 1941 по июль 1944 года.
В 1949 году в деревне создан колхоз, в 1951 году в Иже сдана в эксплуатацию ГЭС мощностью 45 кВт на реке Нарочь. В 1997 году здесь было 223 двора и 507 жителей.

## Культура
- Музей ГУО "Ижская базовая школа"

## Достопримечательности
- Мемориальный комплекс и памятник землякам, погибшим в Великой Отечественной войне
- Православная церковь Святого Иосифа (1929 год, отреставрирована в 90-х годах XX века)
- Фундамент бывшей водяной мельницы на реке Нарочь
- Кладбищенская часовня (конец XIX — начало XX века)
- Мост через реку (начало XX века)

## Известные жители и уроженцы
- Адамович, Александр Фомич